# جرج برندت
جرج برندت (انگلیسی: Georg Brandt؛ زاده ۲۶ ژوئن ۱۶۹۴ درگذشته ۲۹ آوریل ۱۷۶۸) یک دانشمند در زمینه شیمی و کانی‌شناسی اهل سوئد بود.